# Lom (Ústí nad Labem)
Lom (in tedesco Bruch) è una città della Repubblica Ceca facente parte del distretto di Most, nella regione di Ústí nad Labem.